# Policoro
Policoro ist eine Gemeinde in der Provinz Matera der italienischen Region Basilikata.

## Lage und Daten
In Policoro leben 17.738 Einwohner (Stand am 31. Dezember 2023). Der Ort liegt 70 km südlich von Matera. Die Nachbargemeinden sind Rotondella, Scanzano Jonico und Tursi.
Auf dem Gebiet der Gemeinde liegt der antike griechische Ort Herakleia. Bis ins Jahr 1959 war Policoro ein Ortsteil von Montalbano Jonico.

## Bevölkerung

### Bevölkerungsentwicklung
| Jahr      | 1871 | 1891 | 1901 | 1921 | 1951 | 1971  | 1991   | 2001   | 2011   |
| Einwohner | 539  | 823  | 694  | 425  | 862  | 8.611 | 14.551 | 15.096 | 16.016 |

Quelle: ISTAT

### Ethnien und Migration
Am 31. Dezember 2020 lebten in Policoro 1.677 nicht-italienische Staatsbürger. Die meisten von ihnen stammen aus folgenden Ländern:
1. Rumänien – 793
2. Albanien – 536
3. Marokko – 112
4. Bulgarien – 33
5. Polen – 24
6. Ukraine – 22
7. Gambia – 16
8. Russland – 13
9. Volksrepublik China – 12
10. Senegal – 12

## Kultur

### Herakleia

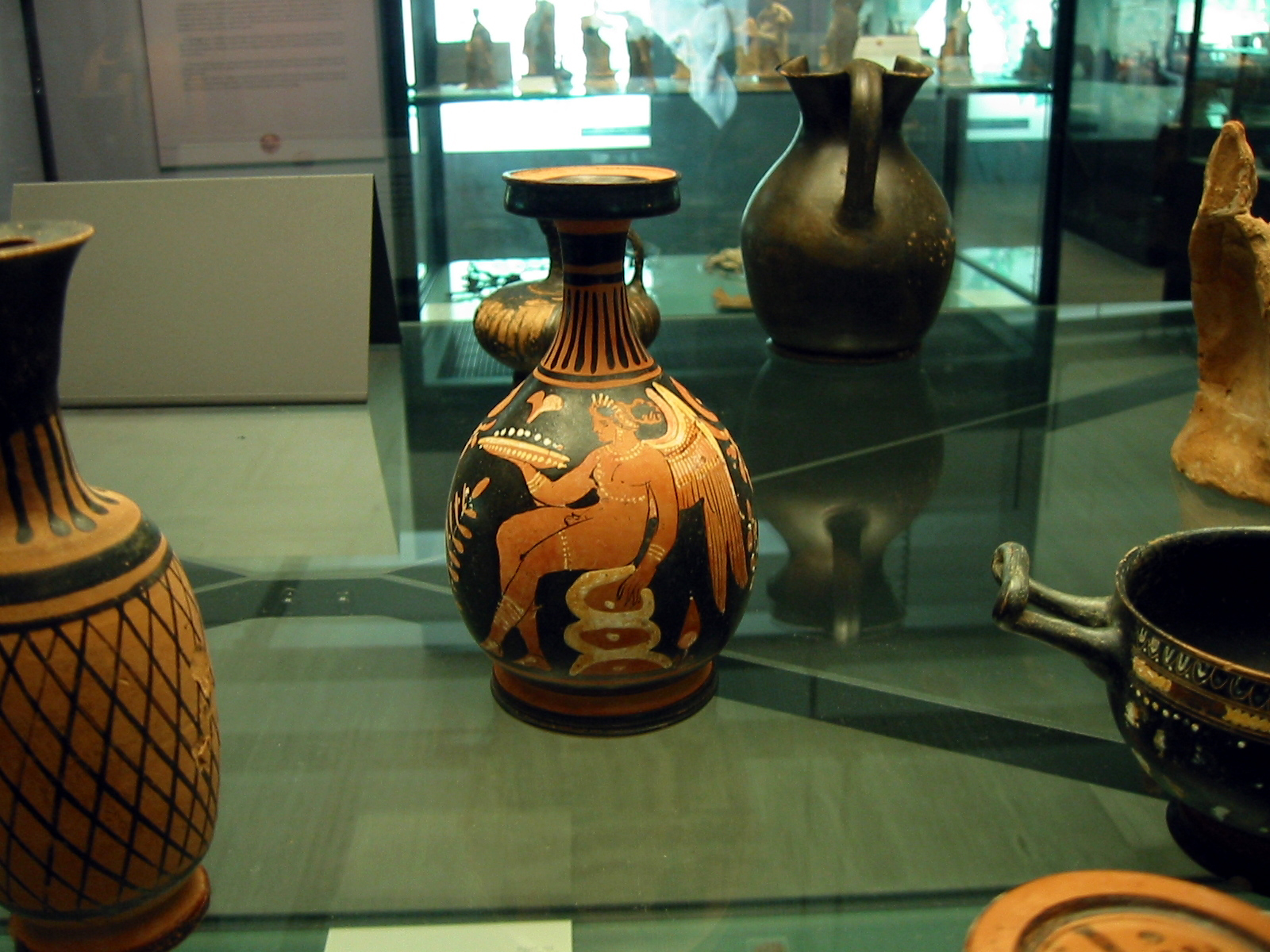
Vasen im Museum

Der Ortsteil Lido di Policoro

Im archäologischen Park Policoros liegt die Ausgrabungsstätte von Herakleia. Hier befindet sich auch das Museum Museo archeologico nazionale della Siritide. Dieses zeigt Fundstücke aus den Ausgrabungsstätten.

### Filmdrehort
Einige Szenen von Berlin Chamissoplatz (1980) von Rudolf Thome wurden in Policoro gedreht.

## Persönlichkeiten
- Brinna Otto (* 1938), deutsche Archäologin, seit dem 19. September 2009 Ehrenbürgerin

In Policoro geborene Persönlichkeiten
- Mario Cospito (* 1959), Diplomat
- Domenico Pozzovivo (* 1982), Radrennfahrer
- Simone Zaza (* 1991), Fußballspieler